# Карлсфельд
Карлсфельд (нем. Karlsfeld — поле Карла) — община в Германии, в земле Бавария. Расположена на северо-западной окраине Мюнхена, является вторым по величине поселением в баварском районе Дахау.
Население общины составляет 18 949 человек (на 31 декабря 2013 года).
Община подразделяется на 4 подрайона: Карлсфельд, Оберграсхоф, Ротшвайге, Вальдшвайге.